# Pinus echinata
Il Pinus echinata, o pino a foglia corta, è una specie di pino nativa degli Stati Uniti d'America orientali dallo stato di New York più meridionale, da sud a nord della Florida, da ovest a est dell'Oklahoma e da sud-ovest a est del Texas. L'albero è di forma variabile, a volte dritto, a volte storto e con una corona irregolare. Questo albero raggiunge un'altezza di 20–30 metri e un diametro del tronco di 0.5-0.9 metri.
Le  foglie sono aghiformi, in  fascicoli (fasci) di due o tre mescolati insieme, e da 7-11 cm di lunghezza. Le pigne possono essere lunghe tra i 4 e i 7 cm, con squame sottili, una chiglia trasversale e una punta corta. Si aprono alla maturità e sono persistenti. Le piantine di pino a foglia corta sviluppano un durevole gancio a forma di J vicino alla superficie del terreno. Ascellari e altre gemme si formano vicino a quest'ultimo e iniziano la crescita se lo stelo superiore viene ucciso dal fuoco o viene reciso.
Questo pino è una fonte di pasta di cellulosa, impiallacciatura di compensato e legname destinati a più usi. Il pino a foglia corta è uno dei "pini gialli meridionali" degli Stati Uniti del Sud, di cui esiste un'ampia gamma.

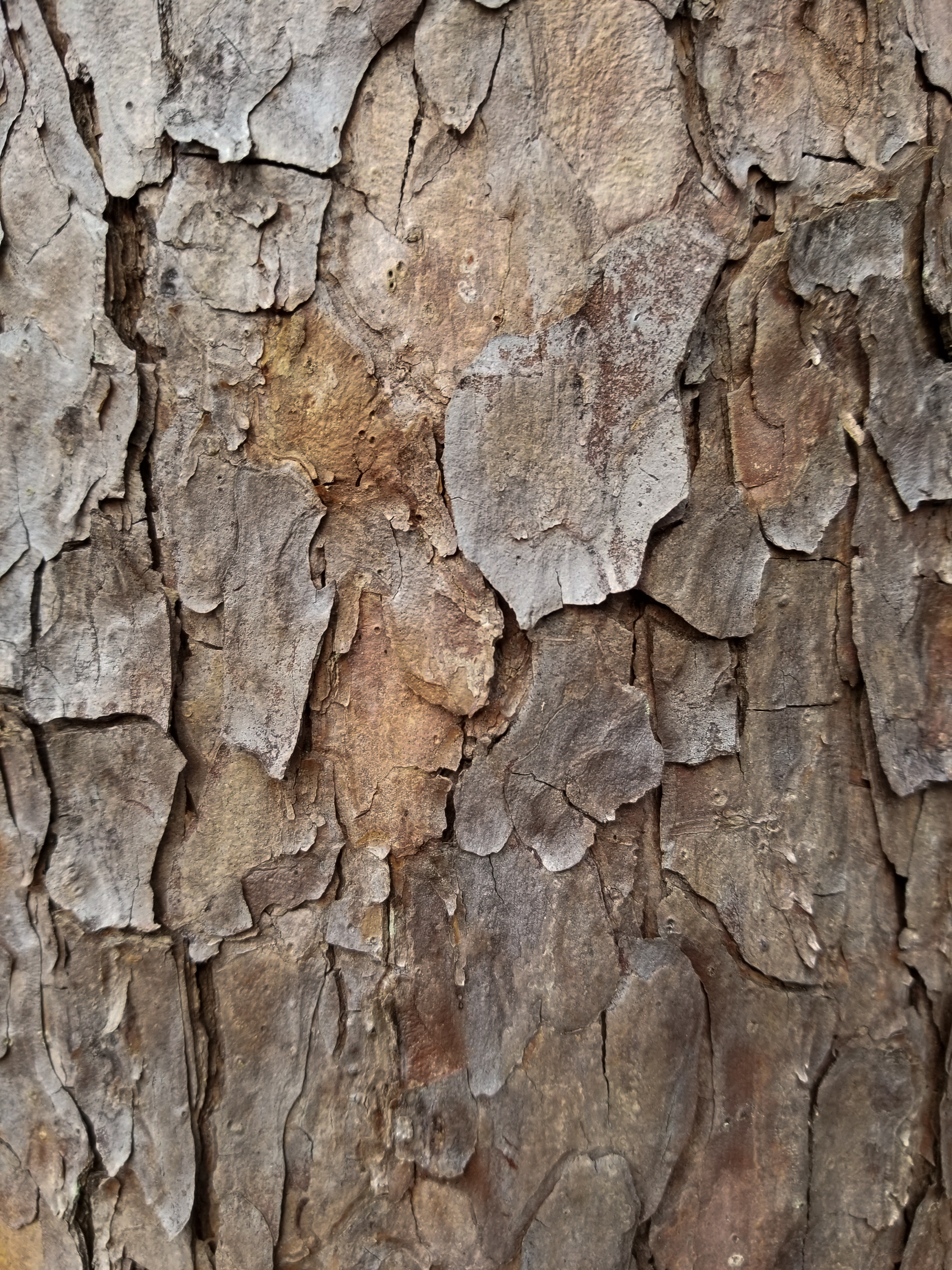
Una corteccia di P. echinata con tasche in resina visibili come piccole depressioni di diametro ~ 1 mm. Questa funzione può essere utilizzata per distinguerla da tutte le altre specie di Pinus nella sua gamma nativa.

Questo pino occupa una varietà di habitat, dagli altopiani rocciosi alle pianure alluvionali umide. Frequentemente si  ibrida naturalmente con il pinus taeda e il pinus rigida, successivamente ad una intersecazione delle loro gemme.